# PT-200ロケット
PT-200ロケットは東京大学宇宙航空研究所（現宇宙航空研究開発機構宇宙科学研究所）が開発し、三菱重工神戸造船所・旭化成・三菱電機が製造した固体燃料を用いる単段式の観測ロケットである。

## 概要
機体,エンジン材料に初めてチタンを採用し、推進剤も新型を使用、計装法にも新機軸を取り入れる、メーカーが三菱系列となっているなど、宇航研の観測ロケットとしては異色のロケットである。1965年8月23日に鹿児島宇宙観測所(KSC)から2機が飛翔した。名称であるPT-200は200mmの直径をもち性能試験 (Performance Test) に用いられるロケットであることを意味する。

## 仕様
- 全長：3,637 mm
- 直径：200 mm
- 全備重量：172.67/165.46 kg
- 搭載重量：19.72 kg
- 到達高度：19/25 km

## 飛翔実績
| 番号     | 飛翔日時(JST)      | 場所 | 到達高度 | 実験内容     |
| -------- | ------------------ | ---- | -------- | ------------ |
| PT-200-1 | 1965年8月23日09:09 | KSC  | 19km     | 飛翔性能試験 |
| PT-200-2 | 1965年8月23日11:09 | KSC  | 25km     | 飛翔性能試験 |

## 関連事項
- 宇宙科学研究所
- IX計画
- 観測ロケット
- S-160ロケット
- HT-110ロケット
- S-210ロケット